# Francisco Margarida
Francisco Antônio das Oliveiras Margarida, mais conhecido como Francisco Margarida (Desterro, 21 de fevereiro de 1863 —  Joinville, 22 de fevereiro de 1937), foi um político brasileiro e abolicionista.
Filho de Alexandre Francisco das Oliveiras Margarida e de Maurícia Francisca de Oliveira Paiva Margarida.
Foi deputado à Assembleia Legislativa de Santa Catarina na 3ª legislatura (1898 — 1900), na 4ª legislatura (1901 — 1903), na 6ª legislatura (1907 — 1909), e na 7ª legislatura (1910 — 1912).